# Friday Night in San Francisco
Friday Night in San Francisco – nagrany w grudniu 1980 i wydany w 1981 roku występ gitarowego tria w składzie: Al Di Meola, John McLaughlin i Paco de Lucía. Występ został nagrany w Warfield Theatre, w amerykańskim San Francisco.

## Lista utworów

### Strona A
1. "Mediterranean Sundance/Rio Ancho" – 11:25
  - Paco de Lucía & Al Di Meola
2. "Short Tales of the Black Forest" (Chick Corea) – 8:39
  - John McLaughlin & Al Di Meola

### Strona B
1. "Frevo Rasgado" (Egberto Gismonti) – 7:50
  - Paco de Lucía & John McLaughlin
2. "Fantasia Suite" (Al Di Meola) – 8:41
  - Paco de Lucía, John McLaughlin & Al Di Meola
3. "Guardian Angel" (Studio Recording) (John McLaughlin) – 4:00
  - Paco de Lucía, John McLaughlin & Al Di Meola

## Muzycy

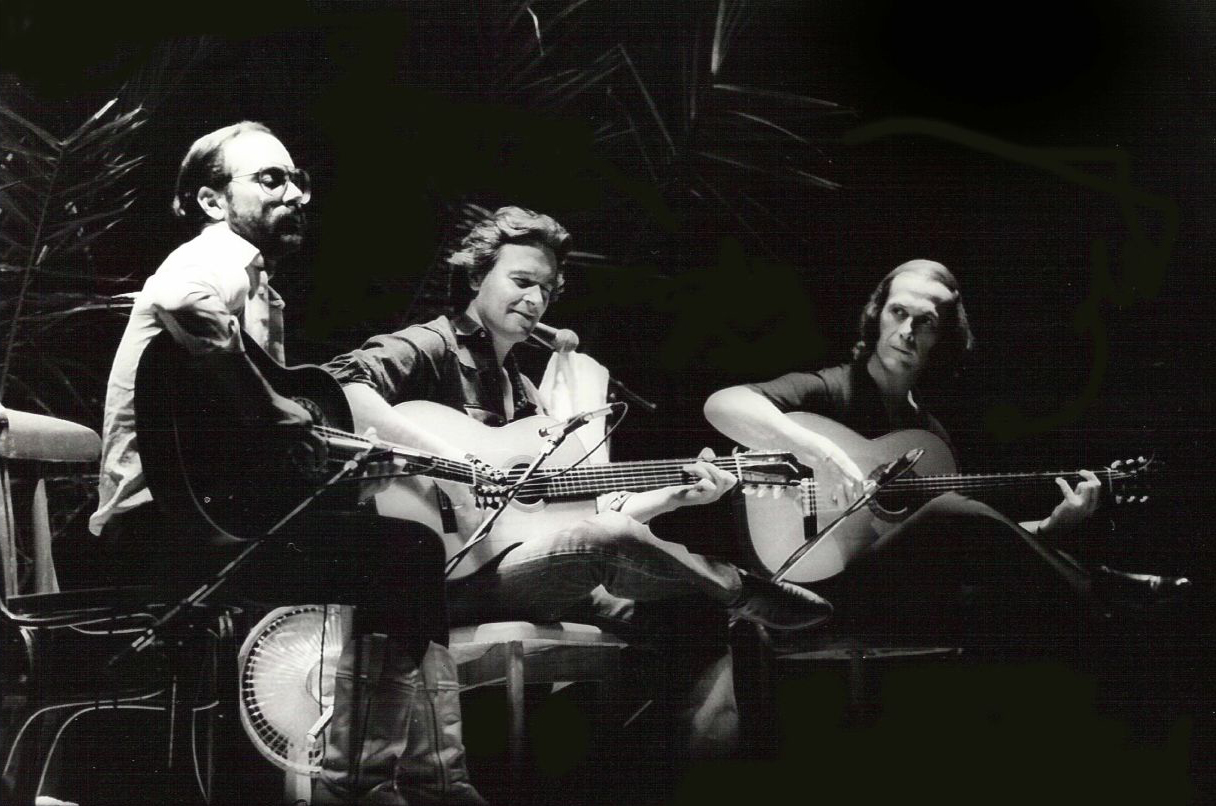
L–P: Al Di Meola, John McLaughlin, Paco de Lucia

- Al Di Meola – gitara akustyczna (gra kostką)
- John McLaughlin – gitara klasyczna (gra kostką)
- Paco de Lucía – gitara flamenco (gra paznokciami)